# Foster-Schneeglöckchen
Das Foster-Schneeglöckchen (Galanthus fosteri) ist eine Pflanzenart aus der Gattung der Schneeglöckchen (Galanthus) in der Familie der Amaryllisgewächse (Amaryllidaceae).

## Merkmale
Das Foster-Schneeglöckchen ist eine ausdauernde krautige Pflanze, die Wuchshöhen von 8 bis 16 Zentimeter erreicht. Dieser Geophyt bildet eine Zwiebel als Überdauerungsorgan aus. Die linealisch-bandförmigen, aufrechten bis zurückgebogenen Laubblätter sind oberseits glänzend oder etwas matt und messen zur Blütezeit (4) 8 bis 14 (17) × (0,6) 1 bis 1,5 (2,4) Zentimeter. Die inneren Blütenhüllblätter haben je einen grünen Fleck am Grund und am Ende, die beiden Flecken laufen nicht zusammen.
Die Blütezeit reicht von Januar bis März, zum Teil bis April.

## Vorkommen
Das Foster-Schneeglöckchen kommt in der östlichen Zentral-Türkei, in Syrien und im Libanon auf Kalkfelsen, in lockeren Macchien und an Waldränder in Höhenlagen von 1000 bis 1600 Meter vor.

## Nutzung
Das Foster-Schneeglöckchen wird selten als Zierpflanze in Steingärten und Rabatten genutzt. Es ist seit ungefähr 1885 in Kultur.

## Synonyme
- Galanthus latifolius f. fosteri (Baker) Beck

## Belege
- Eckehart J. Jäger, Friedrich Ebel, Peter Hanelt, Gerd K. Müller (Hrsg.): Exkursionsflora von Deutschland. Begründet von Werner Rothmaler. Band 5: Krautige Zier- und Nutzpflanzen. Springer, Spektrum Akademischer Verlag, Berlin/Heidelberg 2008, ISBN 978-3-8274-0918-8.